# Габриэль, Жак-Анж
Жак-Анж Габриэль, Анж-Жак Габриэль, также Жак Анж Габрие́ль (фр. Ange-Jacques Gabriel, 23 октября 1698, Париж, Королевство Франция — 4 января 1782, там же) — французский архитектор, член большой семьи потомственных французских архитекторов и художников-декораторов. Один из основоположников французского неоклассицизма второй половины XVIII века.

## Биография
Жак-Анж Габриэль родился в Париже 23 октября 1698 года в известной семье потомственных архитекторов. Его дед Жак Габриэль Четвёртый (1630—1686) был архитектором «большого стиля» Людовика XIV, а отец, Жак Габриэль Пятый, получил звание контролёра зданий короля в возрасте двадцати одного года. Родственником Жак-Анжа Габриэля был знаменитый архитектор Жюль Ардуэн-Мансар.
Молодой Жак-Анж Габриэль стал членом Королевской академии архитектуры в 1728 году и помогал отцу на строительстве Биржевой площади в Бордо, завершив проект после смерти отца в 1742—1749 годах. С 1735 года он был главным помощником отца на работах в Версале, а затем в 1741 году, сменив отца, занял место главного архитектора короля Людовика XV (официально Первый королевский архитектор с 1743 года).
Член Академии архитектуры с 1728 года. Президент Королевской Академии архитектуры в 1743—1782 годах. Творчество Габриэля в связи с распространением в Европе моды на неоклассицизм имело широкое влияние. В 1769 году российская императрица Екатерина II присвоила Жак-Анж Габриэлю звание почётного члена Императорской Академии художеств в Санкт-Петербурге.
Архитектор скончался в Париже в 1782 году.

## Творчество
Ранние работы Жак-Анж Габриэля тяготели к стилю рококо, но затем в его произведениях всё активнее стали проявляться неоклассические тенденции, в результате чего Жак-Анж Габриэля считают одним из родоначальников неоклассицизма во французской архитектуре.
Однако Габриэль не стал революционером от архитектуры, хотя его и называют «мастером выдающегося таланта». Некоторая консервативность и рациональность его композиций сделала Габриэля «переходным мастером» от рококо к неоклассицизму. Габриэль был известен своим мастерством и способностью уравновешивать элементы предыдущего классицистически-барочного стиля Людовика XIV с неоклассическими новациями, в частности, почерпнутыми непосредственно из античности, а также способностью создавать широкие пространственные ансамбли монументальных зданий, «но не выходящие за пределы своей эпохи», как он это делал на площади Согласия в Париже.
Строительство площади осуществлялось в 1757—1779 годах. Сквозные перспективы придают этой необычной площади особенную пространственность. Обращённые к площади фасады симметрично расположенных зданий северной стороны: Дворец Морского министерства (Hôtel de la Marine; восточный корпус) и Отель Крийон (Нôtel de Crillon; западный), построенные в 1758—1772 годах по проекту Ж.-А. Габриэля, оформлены колоннадами большого ордера. Колонны большого ордера обоих зданий образуют лоджии второго и третьего этажей, они фланкированы колонными ризалитами с треугольными фронтонами. Первые этажи оформлены аркадами и рустовкой.
В своих работах в Версале (реконструкция интерьеров дворца и перестройка его северного крыла, названного впоследствии «крылом Габриэля», 1735—1774), а также Королевской оперы (1769—1770), Жак-Анж Габриэль противопоставил подчёркнутой репрезентативности архитектуры XVII века и капризной прихотливости декора рококо рациональность планировки, логическую ясность ордерной разработки фасадов, простоту и чёткость форм, изящество сдержанной отделки.
Гармоничный, изысканный по пропорциям Малый Трианон (1762—1764), построенный Габриэлем в парке Версаля, ознаменовал переход от архитектуры величественного аристократического дворца к жанру скромного, интимного особняка, укрытого в зелени парка. Облик Малого Трианона характерен для французского неоклассицизма так же, как образ Большого Трианона, созданного в Версале Жюлем Ардуэн-Мансаром столетием ранее, — для стиля Людовика XIV.
В основу пропорционирования положена абсолютная симметрия фасадов и простые кратные отношения: 1:2. Длина постройки вдвое больше высоты; высота дверных и оконных проёмов вдвое больше их ширины, высота второго этажа вдвое меньше высоты первого. Экстерьер и, особенно, интерьеры этого небольшого здания «отличаются особой тонкостью, изяществом сочетания прямых и округлых линий, ставших почти что символом, „визитной карточкой“ стиля „раннего Людовика XVI“, отчего и произошло название „Стиль Габриэль“». Особенно замечательны интерьеры Малого Трианона. Отделка стен и формы мебели основаны на сочетании прямых линий, чистых плоскостей с круглыми и овальными медальонами, рамами зеркал, спинками кресел. Всё это дополняется лёгкими лепными гирляндами, сочетанием белого с позолотой.

## Галерея

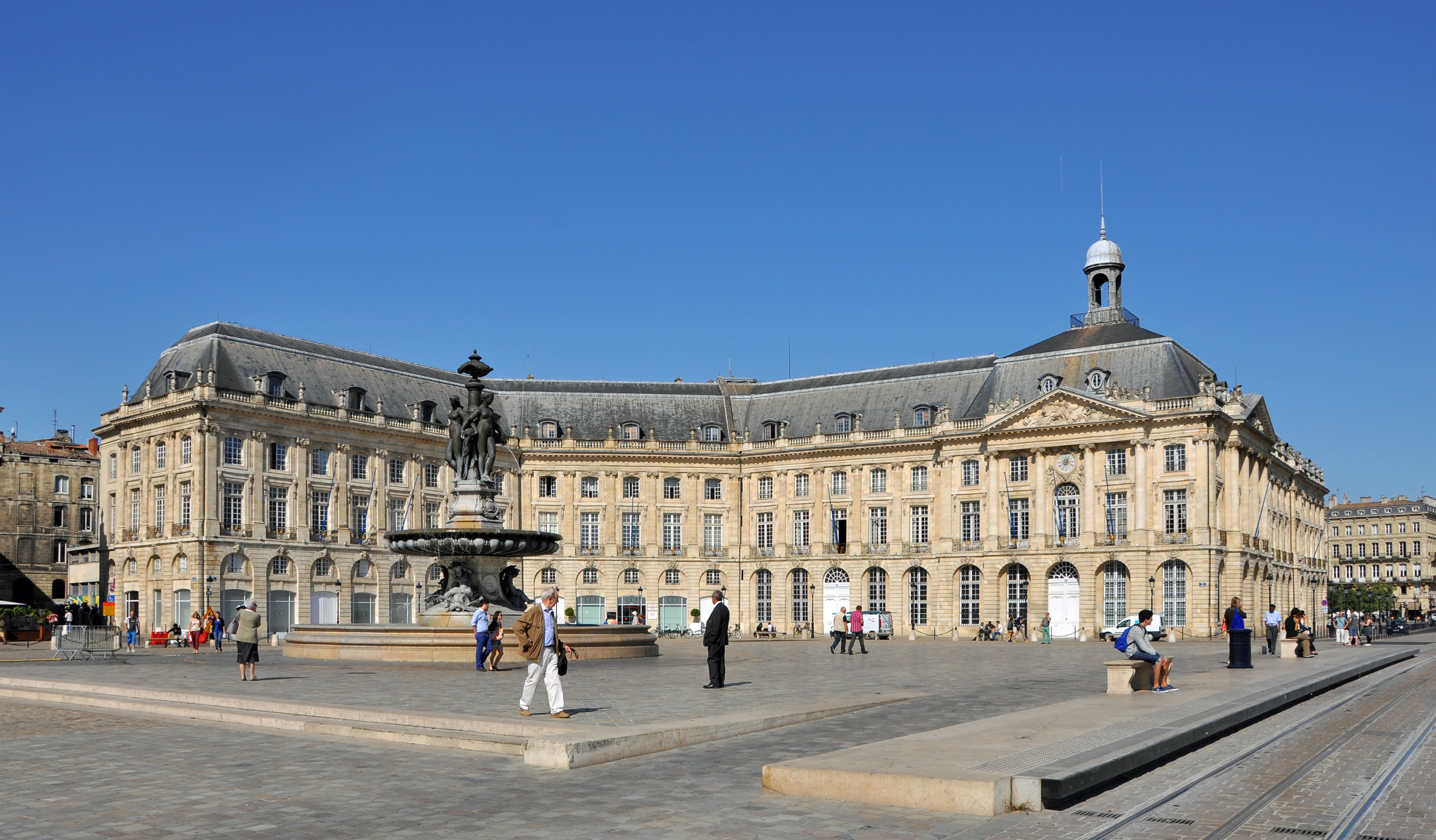
Биржевая площадь в Бордо. Проект Жака Габриэля Пятого. 1735—1738. Завершено Жак-Анж Габриэлем в 1742—1749 гг.
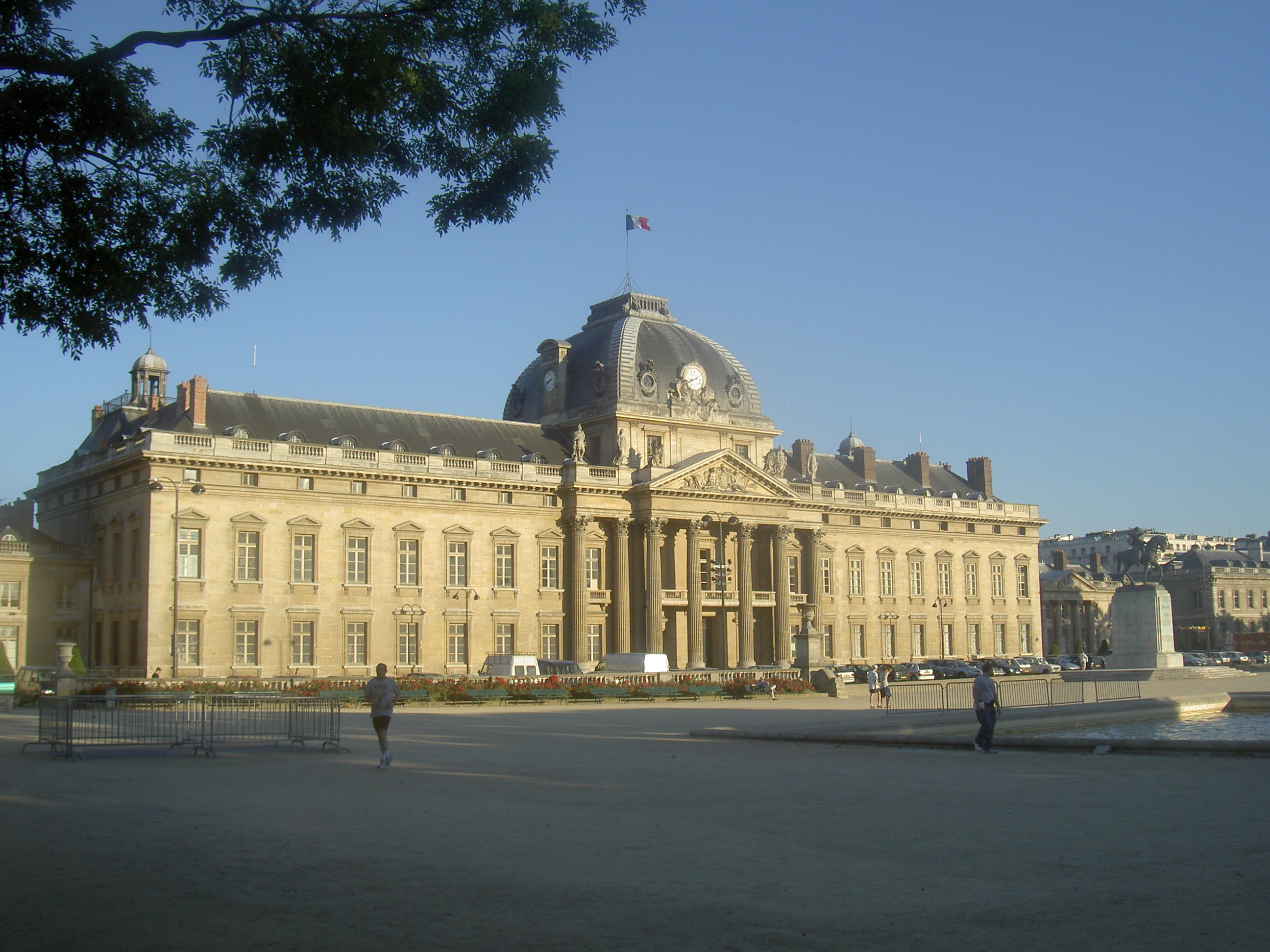
Здание Военной школы на Марсовом поле в Париже. 1752—1760
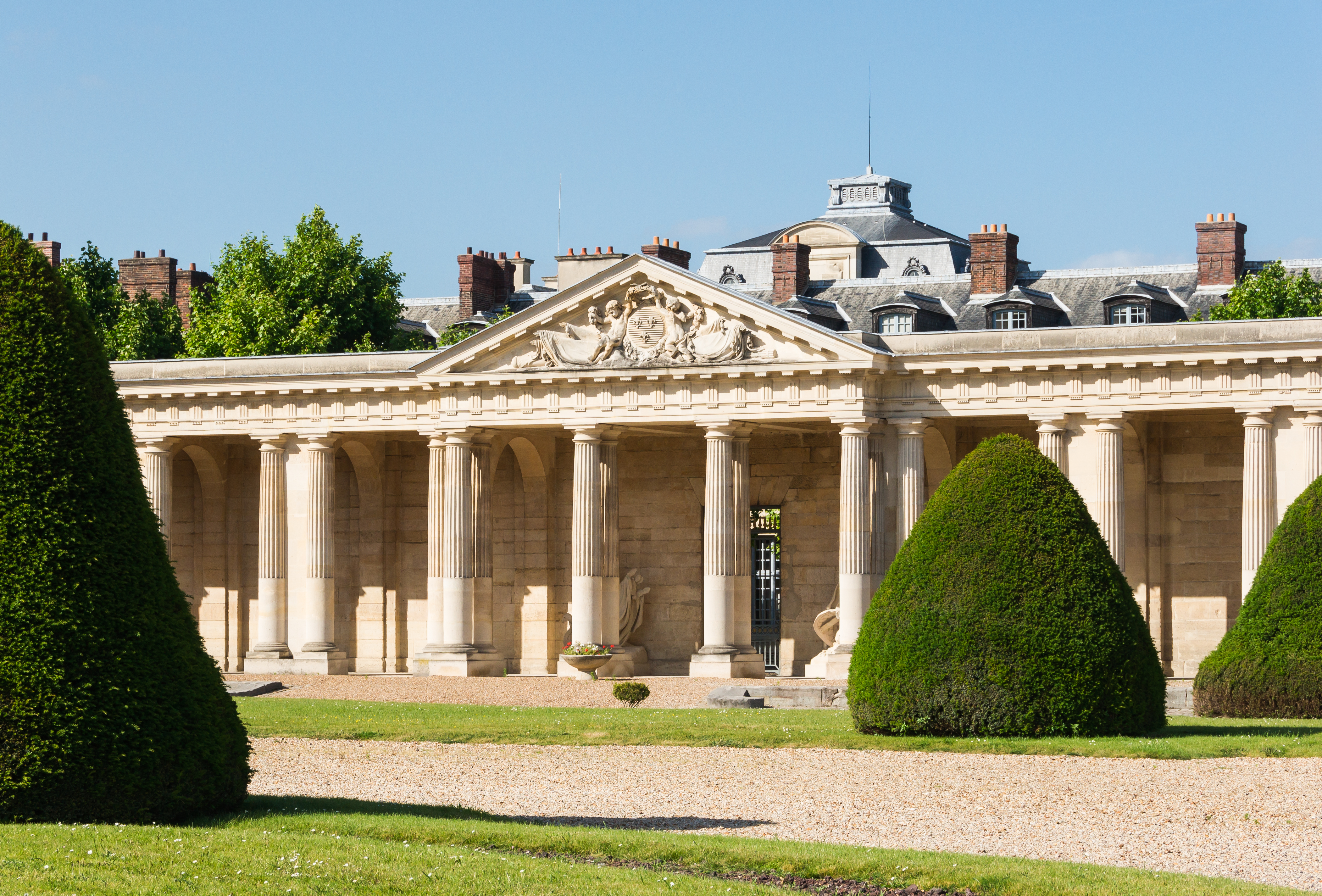
Курдонёр (Почётный двор) Военной школы
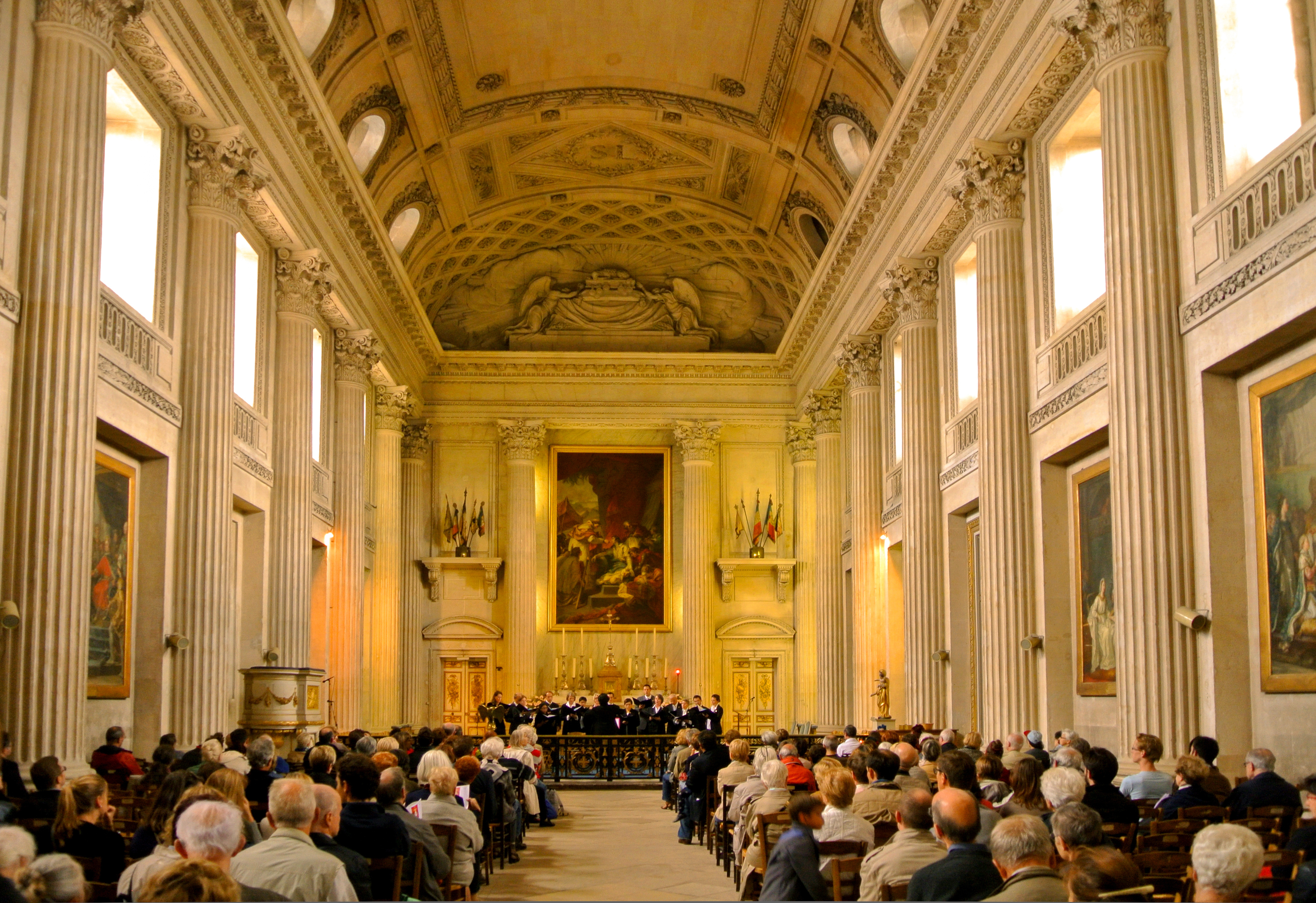
Капелла Людовика Святого в Военной школе
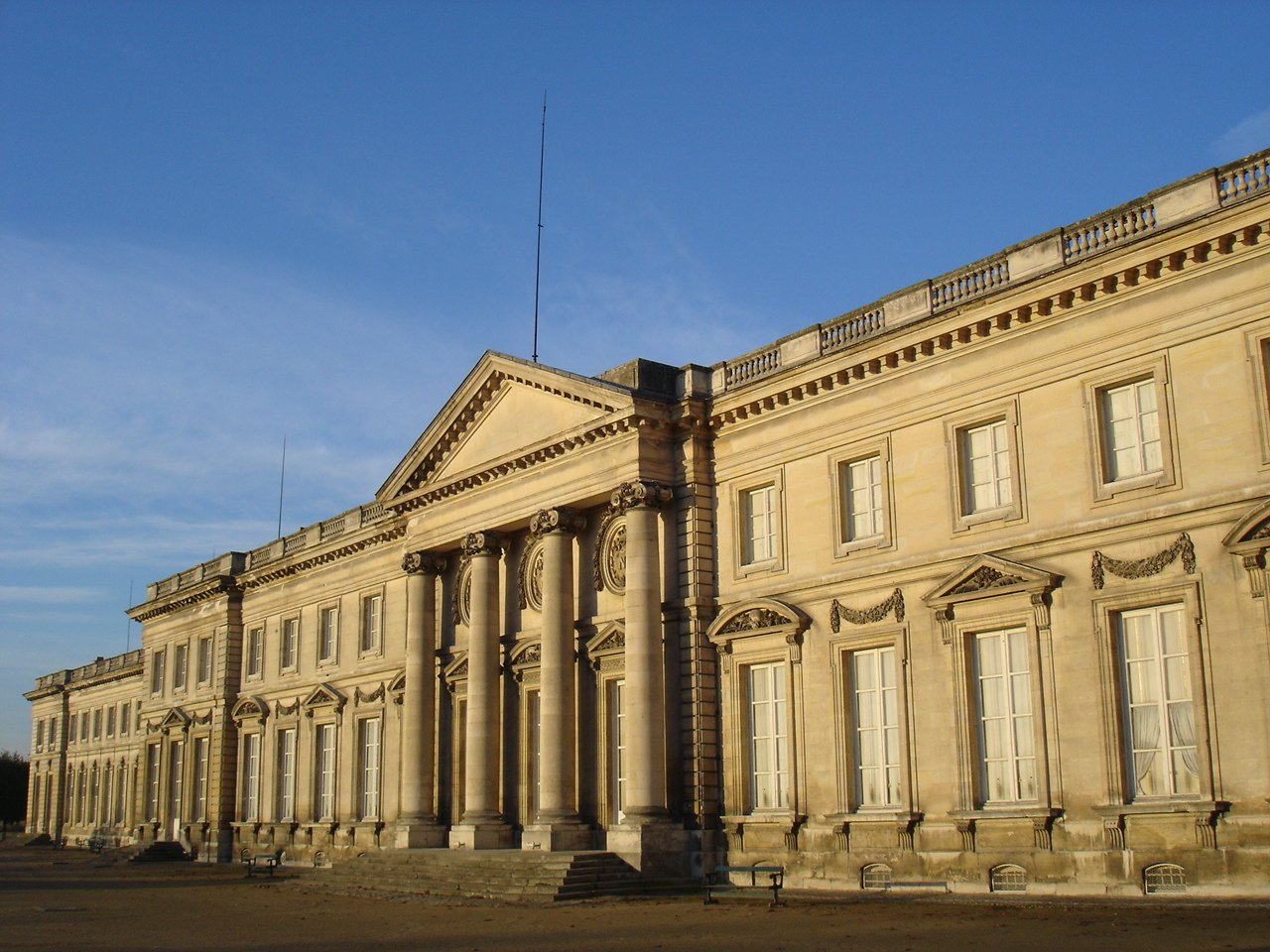
Замок Компьень. Садовый фасад. 1750
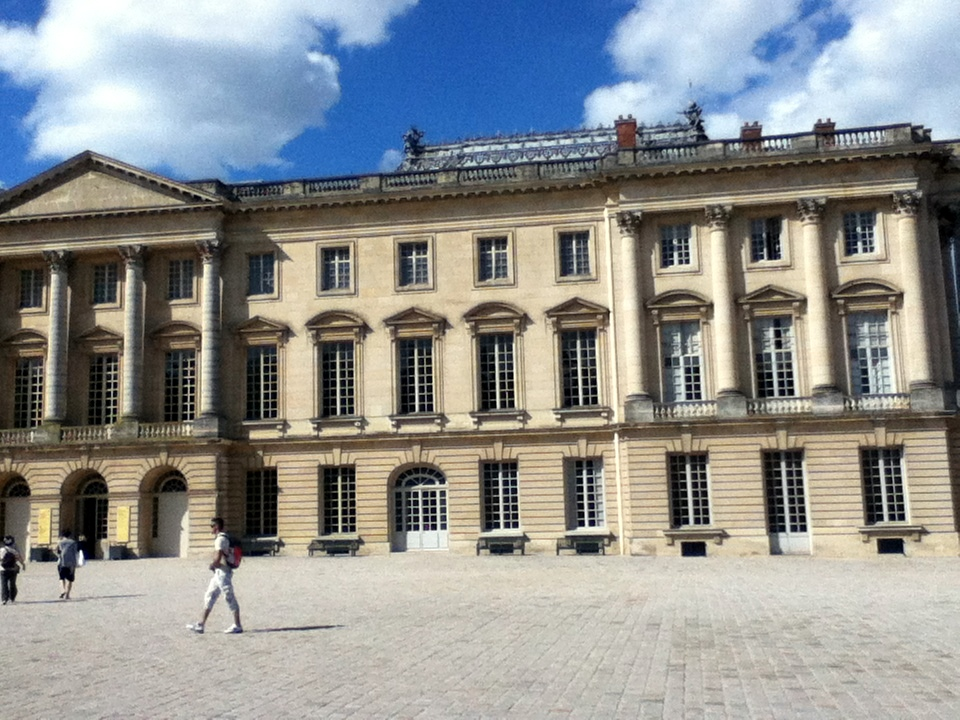
Крыло Габриэля. 1735—1774. Большой дворец, Версаль
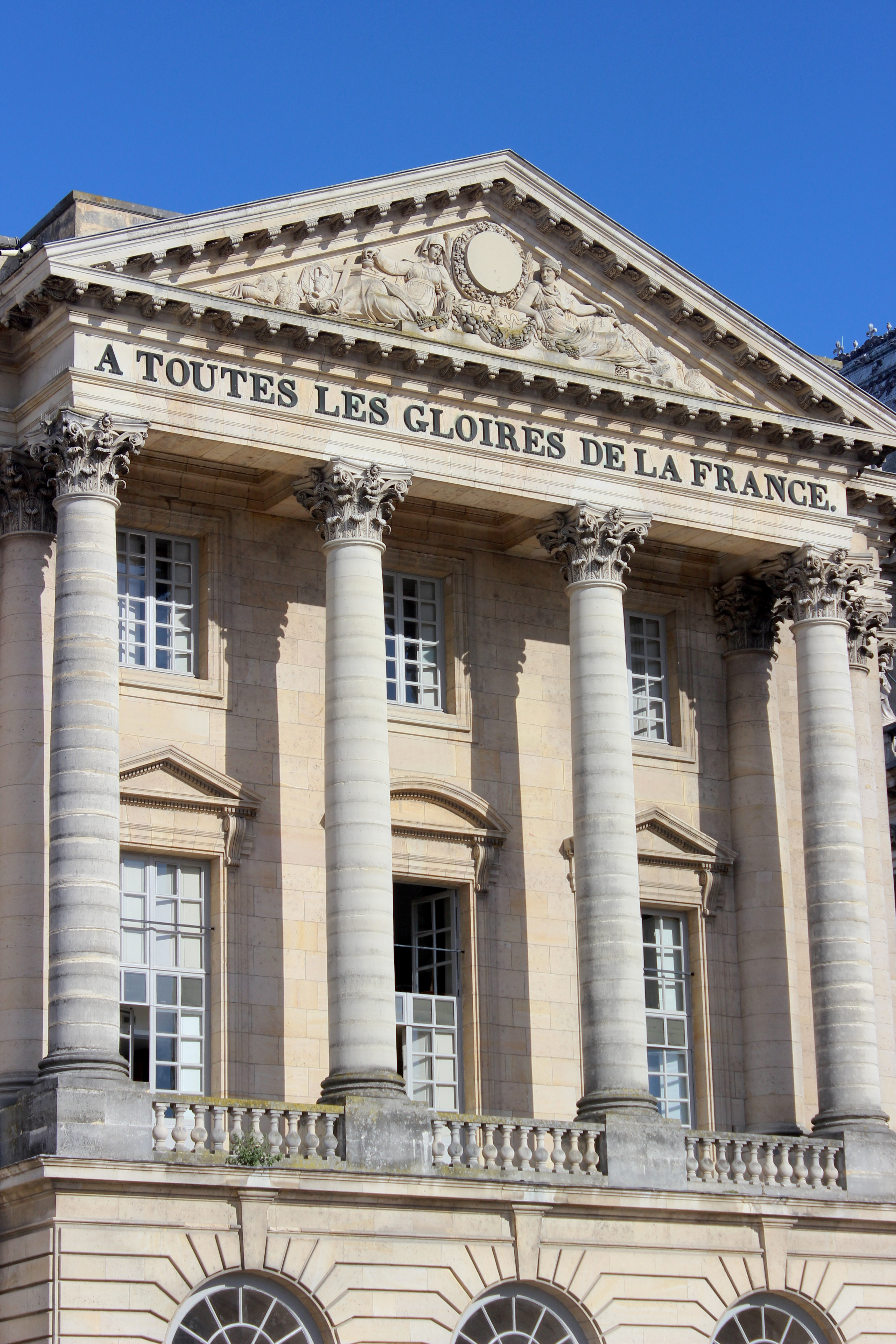
Павильон Габриэля. 1735—1774. Большой дворец, Версаль
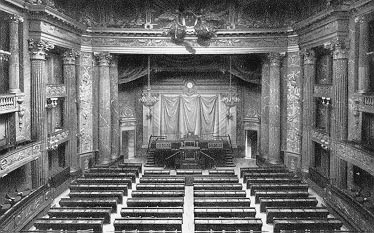
Королевская опера Версаля. Интерьер зрительного зала. 1769—1770
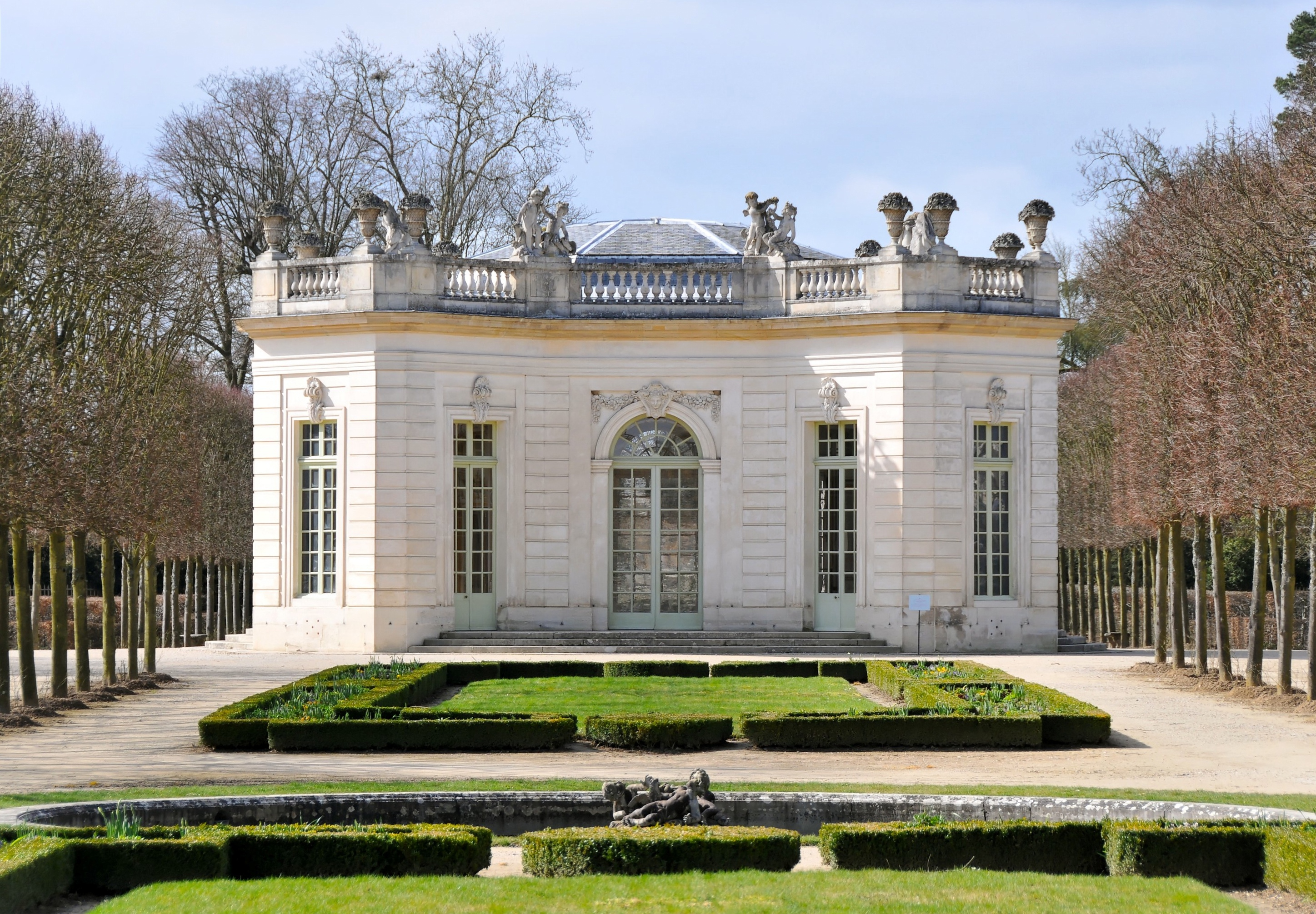
«Французский павильон» Людовика XV и мадам де Помпадур в саду Малый Трианон, Версаль. 1750
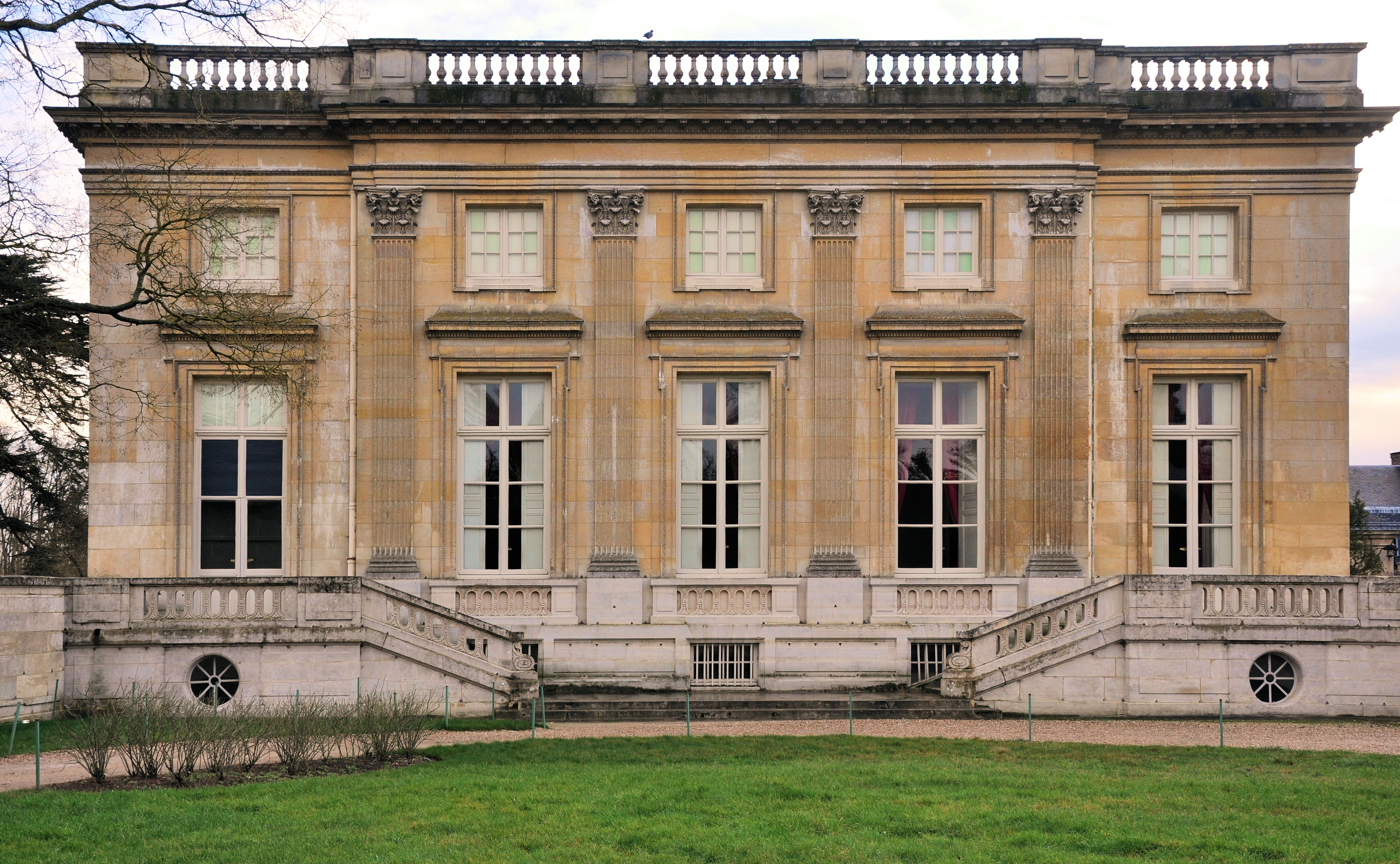
Павильон Малый Трианон. Северный фасад. 1762—1764. Версаль
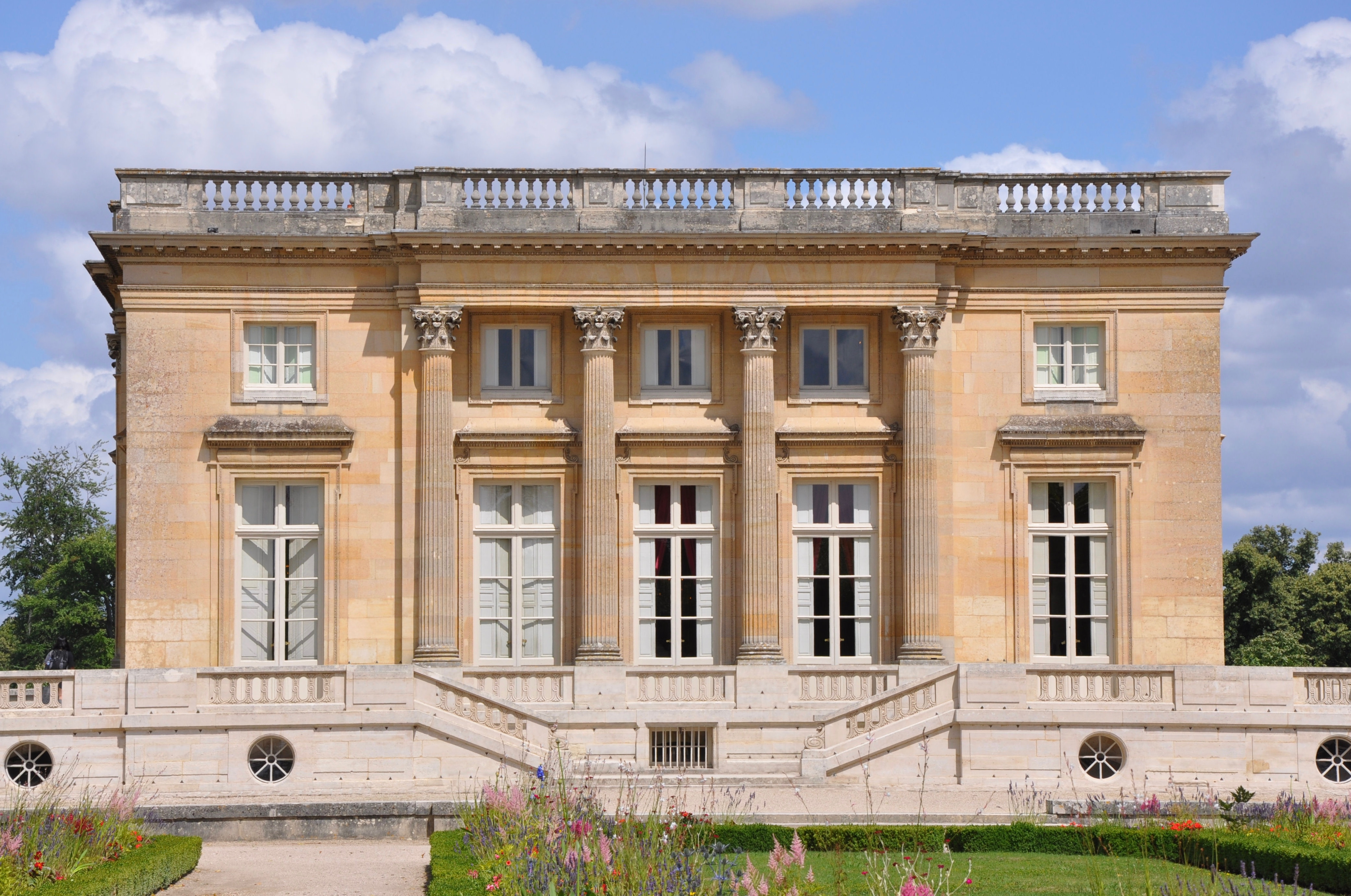
Павильон Малый Трианон. Западный фасад. 1762—1764. Версаль
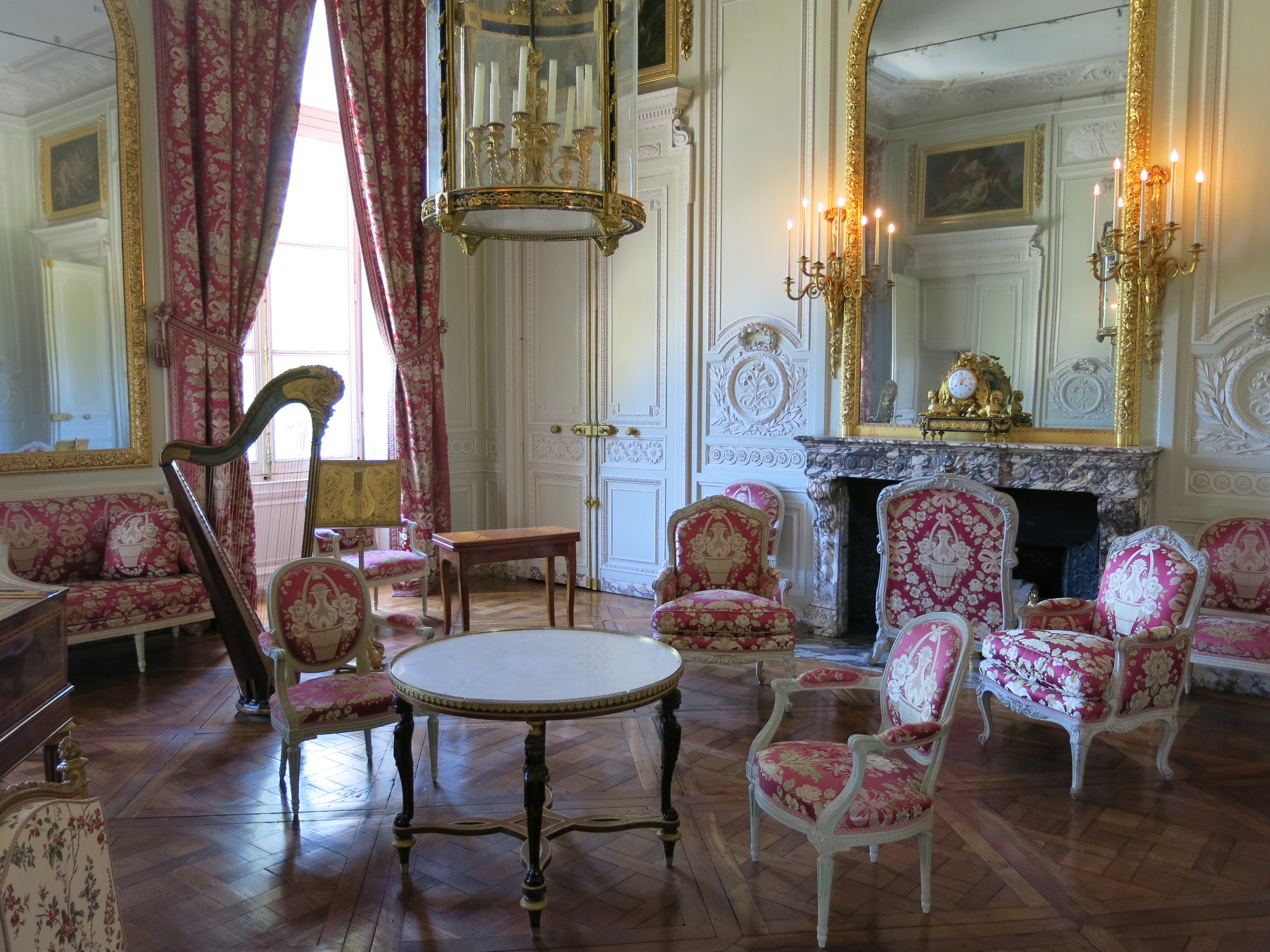
Малый Трианон. Гостиная
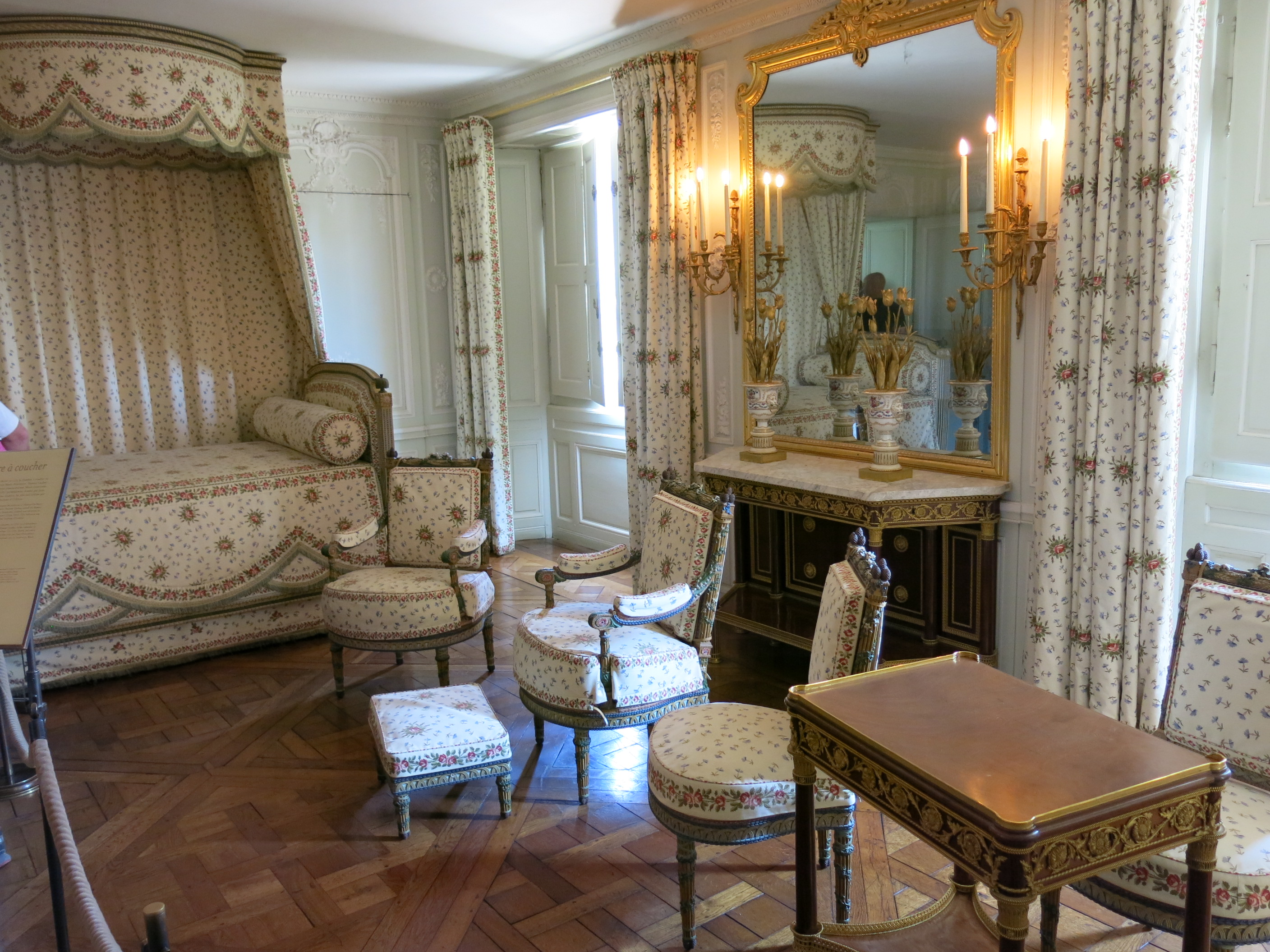
Малый Трианон. Спальня королевы
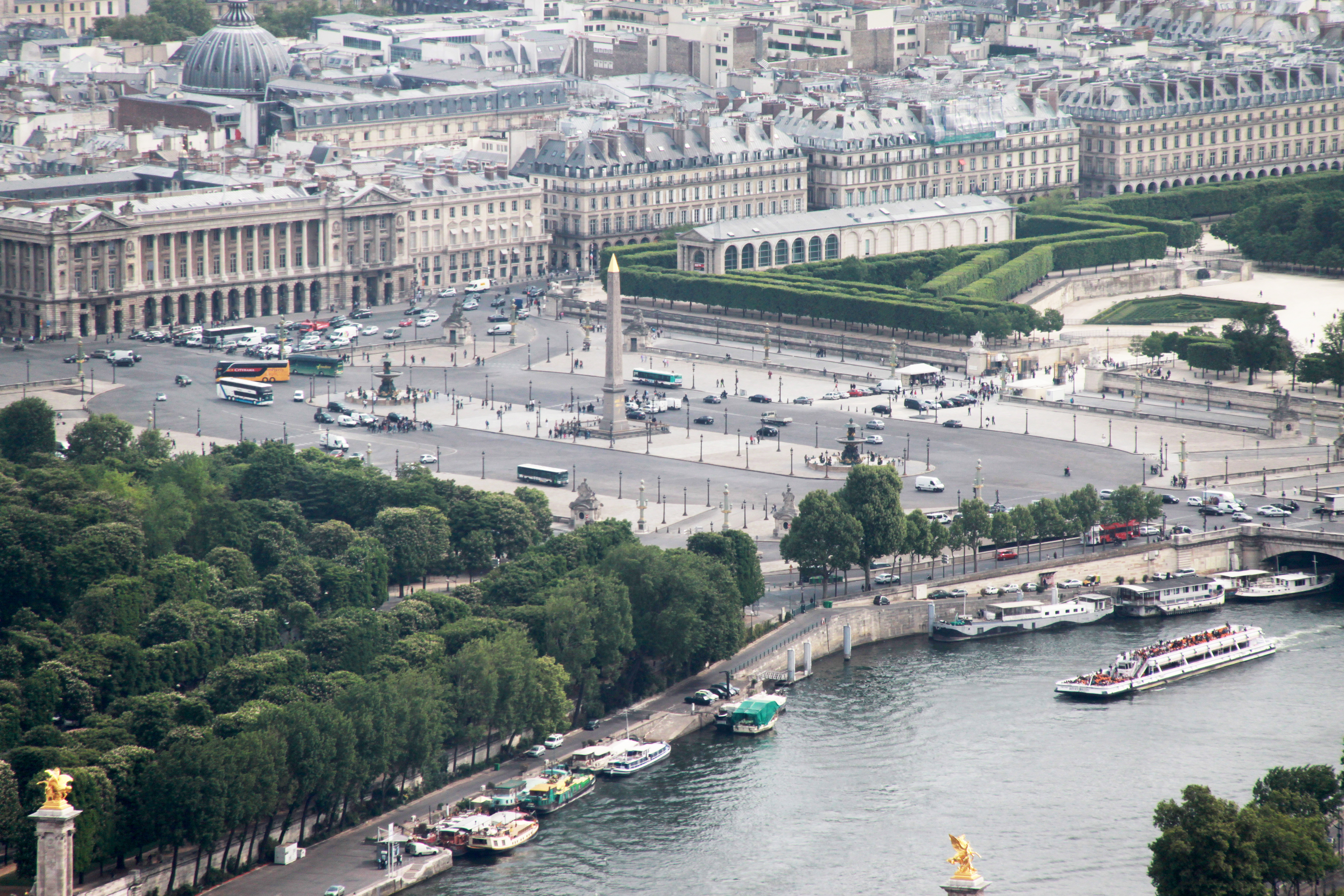
Площадь Согласия. Париж. Фотография 2011 г.
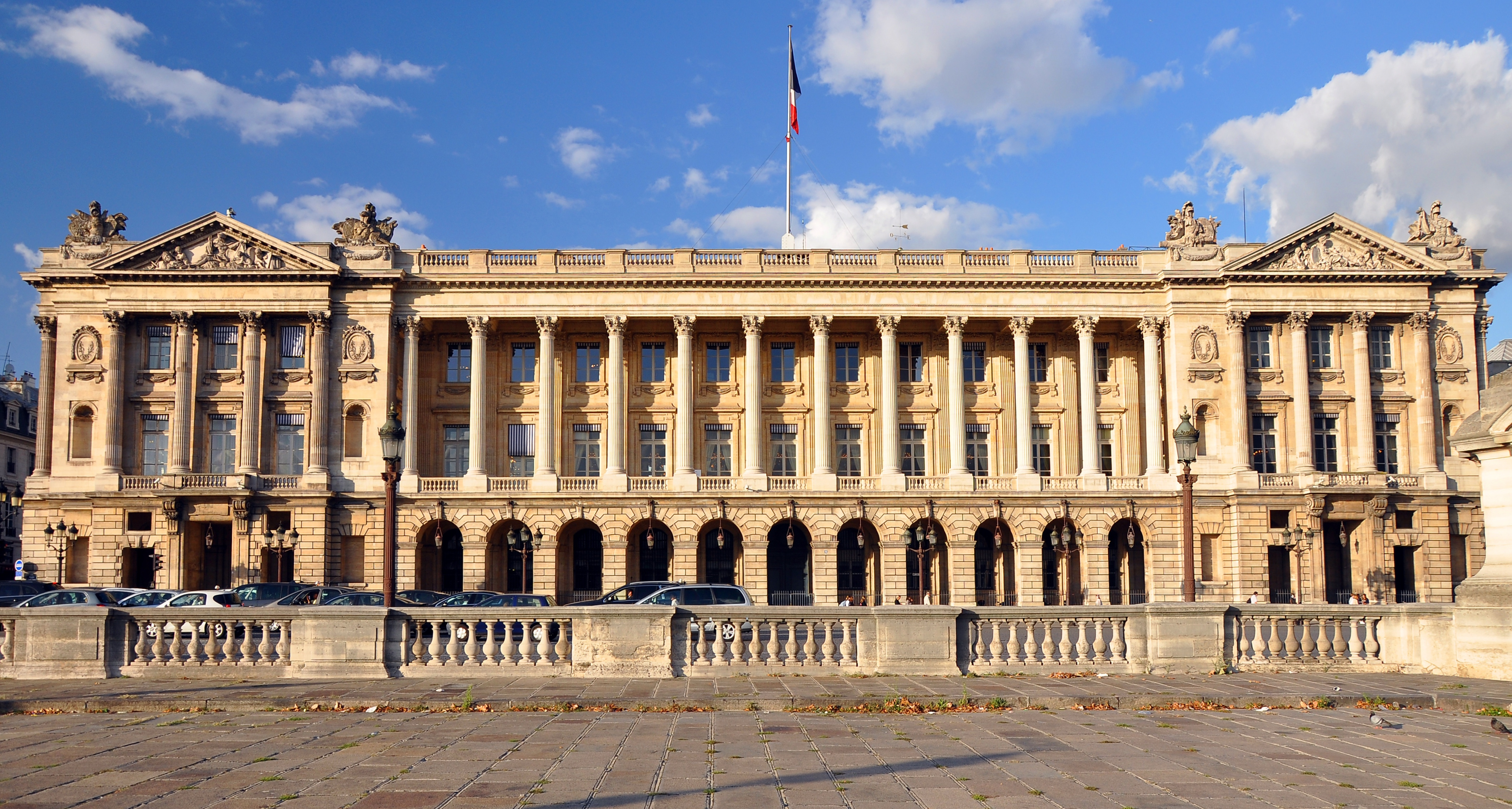
Здание Морского министерства. 1758—1772. Площадь Согласия
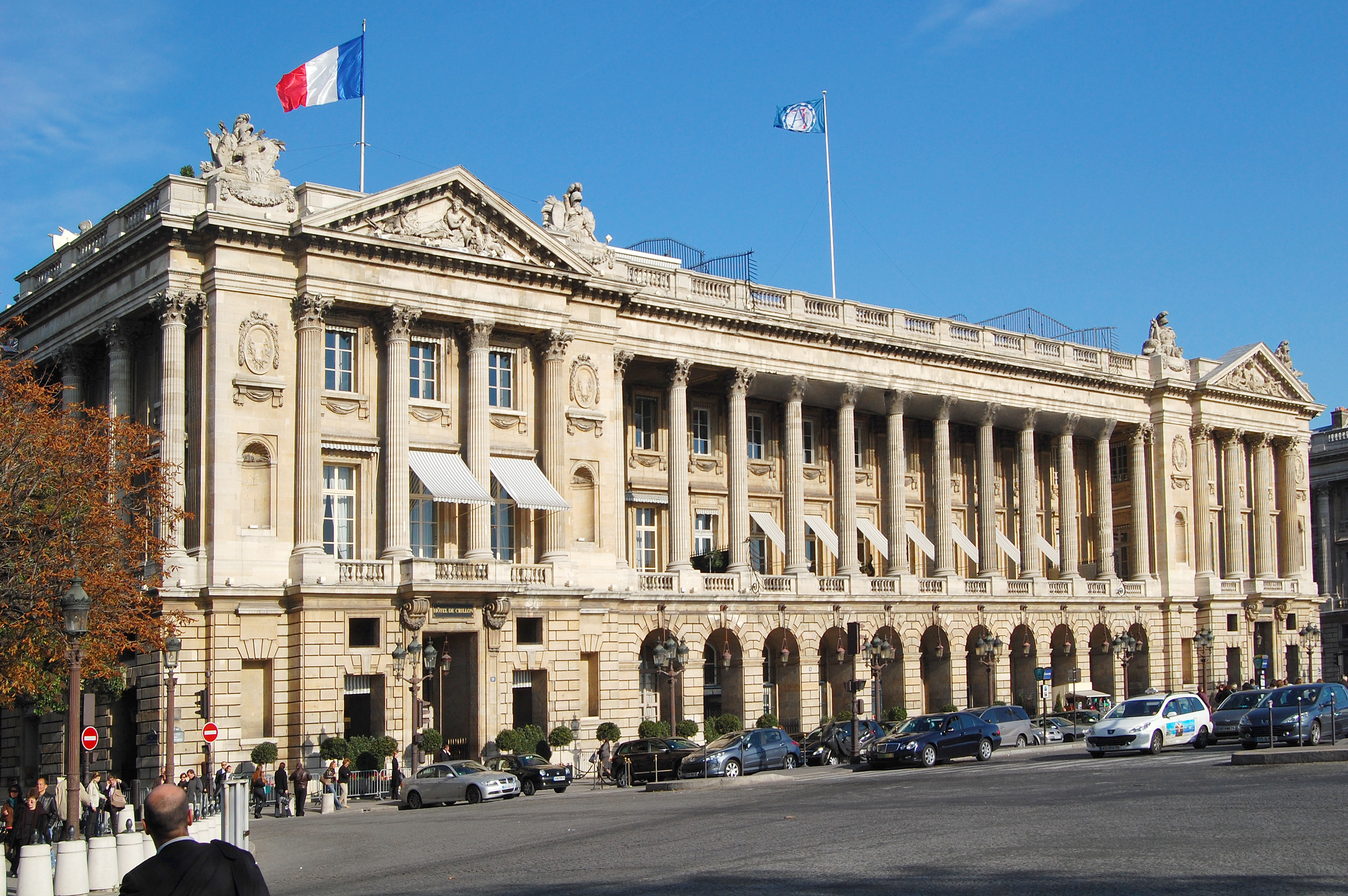
Отель Крийон. 1758—1772. Площадь Согласия

## Оценки
Много лет спустя французский писатель Анатоль Франс с восхищением отмечал «чистоту, строгость, изящное благородство, которые особенно чувствуются в проектах Габриэля».
Французский писатель Марсель Пруст во втором томе романа «В поисках утраченного времени» («Под сенью девушек в цвету») писал: «Я солгал бы, сказав, что дворцы Габриэля казались мне в то время прекраснее и даже древнее, чем соседние особняки. Более стильным да и более старинным находил я если не Дворец промышленности, то, по крайней мере, Дворец Трокадеро […] Всего лишь раз был я не в силах не остановиться надолго перед одним из дворцов Габриэля; наступила уже ночь, и колонны его, утратив в лунном свете всякую материальность, казались вырезанными из картона и, напомнив мне декорацию из оперетты „Орфей в аду“, впервые произвели на меня впечатление чего-то прекрасного».

## Основные работы
- Биржевая площадь в Бордо (фр. Place de la Bourse (Bordeaux)): бывший королевский дворец с видом на Гаронну. Проект Жака Габриэля Пятого. 1735—1738. Завершено Жак-Анж Габриэлем в 1742—1749 гг.
- Перестройка дворца в Шуази (фр. Château de Choisy-le-Roi), 1740—1777.
- Замок в Компьень. 1750.
- Павильон Бютар, охотничий дом (фр. Pavillon du Butard, 1750) в городке Ля-Сель-Сен-Клу (фр. La Celle-Saint-Cloud).
- Перестройка замка Менар (Луар и Шер) для Мадам Помпадур. 1760—1764,
- Малый Трианон в Версале, 1762—1768.
- Военная школа на Марсовом поле в Париже. 1752—1760
- Королевская опера Версаля. 1769—1770
- Северное крыло Лувра.
- Площадь Согласия в Париже. 1757—1779.
- Фасады зданий северной стороны площади Согласия: Дворец Морского министерства (Hôtel de la Marine; восточный корпус) и Отель Крийон (Нôtel de Crillon; западный). 1758—1772